# Wesoła (gmina w województwie warszawskim)
Wesoła (od 1 VII 1952 dzielnica Wesoła) – dawna, de facto nieutworzona, gmina wiejska w woj. warszawskim (dzisiejsze woj. mazowieckie). Siedzibą gminy była Wesoła (obecnie dzielnica Warszawy).
Gmina Wesoła powstała – de iure – 1 lipca 1952 w powiecie warszawskim w woj. warszawskim z następujących obszarów:
- gromad Groszówka, Miłosna Stara, Szkopówka, Wesoła i Zielona Grzybowska z gminy Sulejówek w powiecie warszawskim (przekształconej równocześnie w dzielnicę Sulejówek)[1];
- gromady Pohulanka z gminy Wiązowna w powiecie warszawskim (przekształconej równocześnie w dzielnicę Wiązowna)[1].

De facto gmina Wesoła nie powstała, ponieważ w następstwie likwidacji powiatu warszawskiego przeniesiono ją tego samego dnia do nowo utworzonego powiatu miejsko-uzdrowiskowego Otwock, gdzie została przekształcona w jedną z jego ośmiu jednostek składowych – dzielnicę Wesoła.